# Chemilly-sur-Serein
Chemilly-sur-Serein è un comune francese di 176 abitanti situato nel dipartimento della Yonne nella regione della Borgogna-Franca Contea.

## Società

### Evoluzione demografica
Abitanti censiti